# Kanton Gardanne
Der Kanton Gardanne ist seit 1790 ein französischer Wahlkreis im Département Bouches-du-Rhône in der Region Provence-Alpes-Côte d’Azur. Im Rahmen der landesweiten Neuordnung der französischen Kantone wurde er im Frühjahr 2015 leicht verändert.

## Gemeinden
Der Kanton besteht aus fünf Gemeinden mit insgesamt 65.945 Einwohnern (Stand: 1. Januar 2022) auf einer Gesamtfläche von 127,06 km²:
| Gemeinde             | Einwohner 1. Januar 2022 | Fläche km² | Dichte Einw./km² | Code INSEE | Postleitzahl | Arrondissement  |
| -------------------- | ------------------------ | ---------- | ---------------- | ---------- | ------------ | --------------- |
| Gardanne             | 21.534                   | 27,02      | 797              | 13041      | 13120        | Aix-en-Provence |
| Les Pennes-Mirabeau  | 22.423                   | 33,66      | 666              | 13071      | 13170        | Aix-en-Provence |
| Mimet                | 4.147                    | 18,70      | 222              | 13062      | 13105        | Aix-en-Provence |
| Septèmes-les-Vallons | 12.018                   | 17,84      | 674              | 13106      | 13240        | Marseille       |
| Simiane-Collongue    | 5.823                    | 29,84      | 195              | 13107      | 13109        | Aix-en-Provence |
| Kanton Gardanne      | 65.945                   | 127,06     | 519              | 1309       | –            | –               |

Bis zur landesweiten Neuordnung der französischen Kantone im März 2015 gehörten zum Kanton Gardanne die vier Gemeinden Bouc-Bel-Air, Gardanne, Mimet und Simiane-Collongue. Sein Zuschnitt entsprach einer Fläche von 97,31 km2. Er besaß vor 2015 den INSEE-Code 1310.

## Politik
| Vertreter im Departementrat | Vertreter im Departementrat | Vertreter im Departementrat |
| Amtszeit                    | Namen                       | Partei                      |
| --------------------------- | --------------------------- | --------------------------- |
| 2015–                       | Rosy Inaudi Claude Jorda    | DVG                         |